# Avenida General Paz
La Avenida General Paz es una autopista de 24,3 km de extensión en la Ciudad Autónoma de Buenos Aires, Argentina. Su recorrido se inicia en la Avenida Lugones en cercanías del Río de la Plata y concluye en el Puente de la Noria sobre el Río Matanza-Riachuelo constituyendo en gran parte el límite entre la Ciudad Autónoma de Buenos Aires y la Provincia de Buenos Aires. Continúa hacia el sudeste del puente de La Noria con el nombre popular de Camino Negro, que es otra autopista. Es utilizada mayoritariamente como vía de acceso a la Ciudad de Buenos Aires por los habitantes de la zona norte y oeste del Gran Buenos Aires, y por los vehículos que viajan desde y hacia el norte y oeste del país.
La Avenida General Paz es la vía de comunicación terrestre con mayor caudal de tránsito entre todas las rutas nacionales del país, siendo superada en este sentido únicamente por un breve tramo de la Ruta Nacional 9 entre esta avenida y el Camino de Cintura.
A los costados de su trayecto se hallan varios grandes centros comerciales y sitios de interés, entre los que se destacan Tecnópolis, el centro comercial Dot Baires Shopping, el Parque de los Niños, el Parque Sarmiento, el Autódromo Oscar y Juan Gálvez y el Club Atlético Platense.
Dentro del esquema vial forma parte de la Ruta Nacional A001, junto con el Acceso Sudeste y el viaducto del Puente Nicolás Avellaneda. El mantenimiento de la Avenida General Paz le fue adjudicado en concesión hasta 2020 a la empresa Autopistas del Sol. Al no contar con cabinas de peaje sobre esta avenida se la considera de libre tránsito, no obstante, los gastos son solventados con las estaciones de peaje sobre el Acceso Norte.
Su origen se remonta a la ley Nacional 2089 del año 1887, en la que se determinaba que en el límite entre la Ciudad de Buenos Aires y la Provincia homónima debería construirse un camino de 100 metros de ancho dentro de la ciudad. Originalmente concebida como una avenida parque, la obra de construcción se llevó a cabo entre 1937 y 1941; con sucesivas reformas, la avenida se convirtió en una autopista entre 1997 y 2000. Su nombre homenajea al militar cordobés José María Paz.

## Historia

### Antecedentes

Partidos de la Provincia de Buenos Aires antes de la federalización de la Ciudad de Buenos Aires. En rojo, la ciudad actual con sus barrios.

En el año 1853 la Confederación Argentina dictó su constitución. En el artículo tercero se indicaba que «Las Autoridades que ejercen el Gobierno federal residen en la Ciudad de Buenos Aires, que se declara capital de la Confederación por una ley especial». Luego de la reincorporación de la Provincia de Buenos Aires a la Confederación en 1860, las autoridades federales se trasladaron a la capital bonaerense.
Un decreto de la Provincia de Buenos Aires del 24 de febrero de 1865 determinó los límites de los 45 partidos de la campaña al norte del río Salado y el municipio de la Ciudad de Buenos Aires. Entre ellos se encontraban los partidos de San José de Flores y el de Belgrano cuyos territorios hoy día se encuentran dentro de la Ciudad de Buenos Aires.
El 21 de septiembre de 1880 el Congreso Nacional sancionó la Ley 1029 de federalización por la cual la Ciudad de Buenos Aires era segregada de la Provincia de Buenos Aires. Esto fue ratificado mediante la sanción de una ley por parte de la legislatura bonaerense el día 26 de noviembre del mismo año.
Puesto que los límites de la ciudad de Buenos Aires al norte y al este correspondían al Río de la Plata y al sur, el Riachuelo, en esa época hubo varios proyectos para trazar el límite occidental de la nueva jurisdicción a crear. En 1881 Torcuato de Alvear, presidente de la comisión municipal, proyectó un bulevar de circunvalación dentro de los territorios de San José de Flores y Belgrano. En 1887, los ingenieros Alfred Ebelot y Pablo Blot presentaron un proyecto de canal navegable por un recorrido similar al bulevar mencionado uniendo el arroyo Maldonado y el Riachuelo. En ambos casos los pueblos de Flores y Belgrano quedaban fuera de la nueva capital federal.

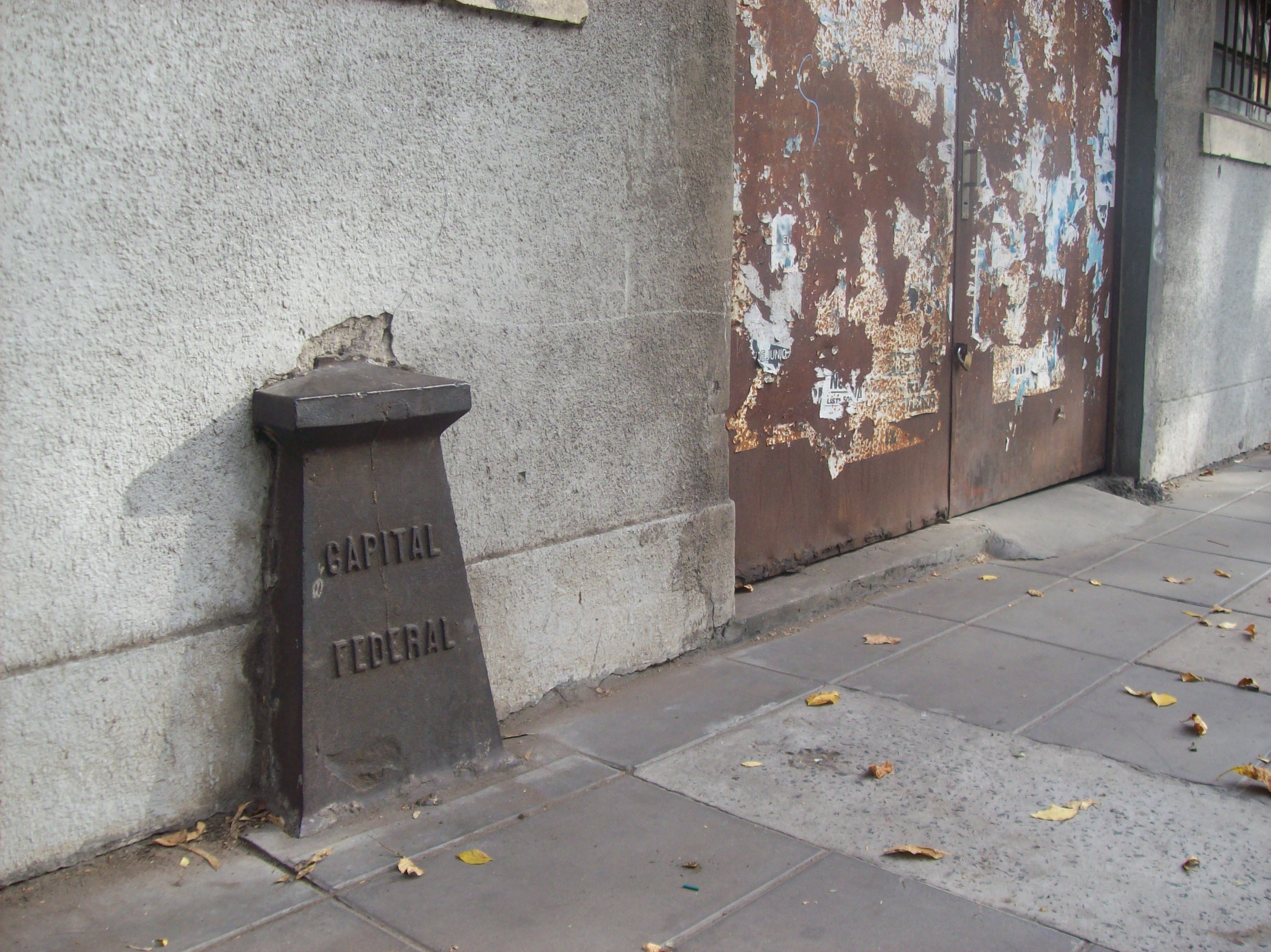
Mojón ubicado en la colectora oeste de la Av. General Paz que indica el límite entre la Ciudad de Buenos Aires y la provincia homónima. Obsérvese que se encuentra sobre la línea de edificación.

La Ley Nacional número 2089 del año 1887 determinó que la Capital Federal debía incluir la antigua Ciudad de Buenos Aires y la totalidad de los partidos bonaerenses de Belgrano y San José de Flores. Dicha ley indicaba en su artículo sexto que el Gobierno Nacional debía construir un camino de 100 metros de ancho en dicho límite, dentro de la Ciudad de Buenos Aires. Debido a esto la línea de edificación de la vía de servicio más alejada del centro de la Ciudad de Buenos Aires, también denominada colectora lado provincia, se encuentra exactamente en el límite entre jurisdicciones.
Con motivo de la rectificación del camino a trazar, los ingenieros Pablo Blot (por el gobierno nacional, la misma persona que había proyectado el canal) y Luis Silveyra (por el provincial) concluyeron en febrero de 1888 la determinación del recorrido del bulevar  de circunvalación. De esta manera se realizaron canjes de tierras entre la Capital Federal y la Provincia de Buenos Aires, entregando la ciudad parte de los antiguos partidos de San José de Flores y Belgrano y recibiendo en cambio tierras del partido de San Martín. Esto fue ratificado mediante el Decreto Nacional 16.674 del mismo año. Posteriormente, en 1923, se instalaron mojones de hierro numerados por cada kilómetro y también mojones esquineros nombrados mediante las primeras cinco letras del alfabeto, en el quiebre del límite entre la Capital Federal y la Provincia de Buenos Aires. La fecha de instalación se encuentra en los mismos monolitos. En estos monumentos, que tienen cuatro caras, se puede leer «Capital Federal» y «Provincia de Buenos Ayres» (sic) en caras enfrentadas, mientras que en las otras caras se encuentran el número o letra del mojón y la inscripción IGM, correspondiente al Instituto Geográfico Militar.
La Ley Nacional número 4506 del 29 de diciembre de 1904 confió a la Municipalidad la tarea de expropiar los terrenos necesarios y los declaró de utilidad pública. Este proceso llevó muchos años por la gran cantidad de propietarios y la falta de un catastro  de propiedades.

### Construcción de la avenida parque

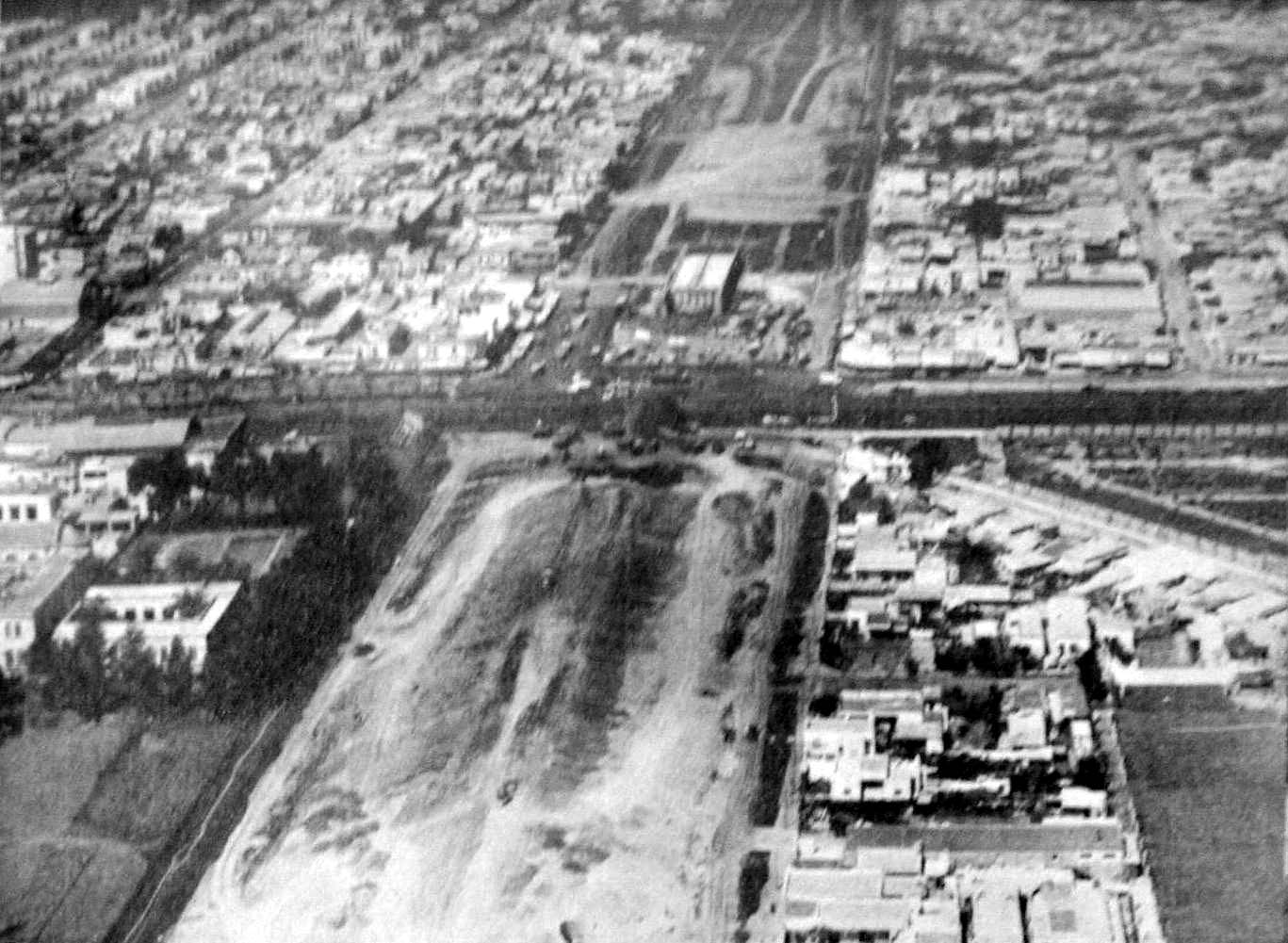
Construcción a la altura de la Av. Rivadavia (1938).

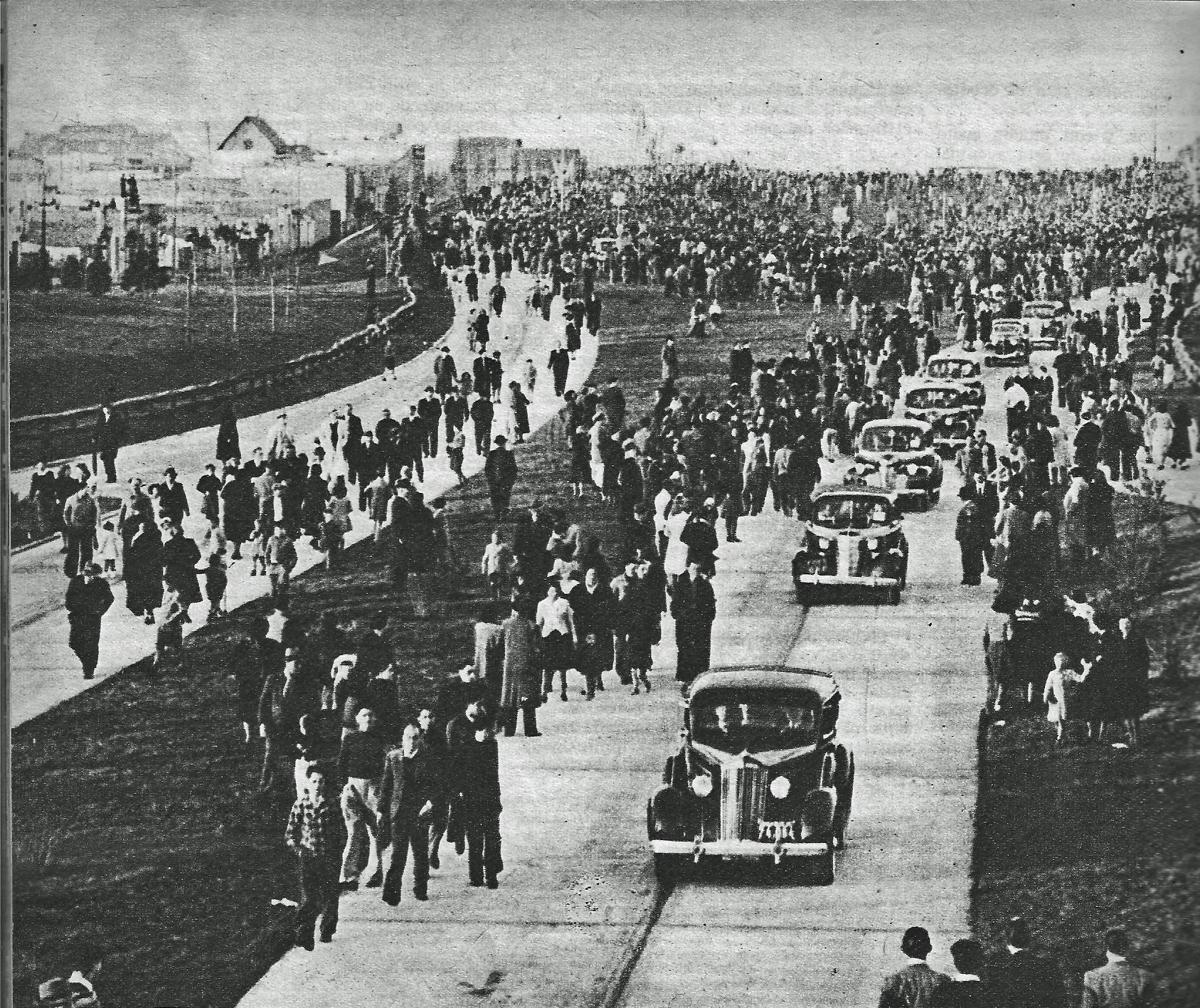
Acto de inauguración (1941).

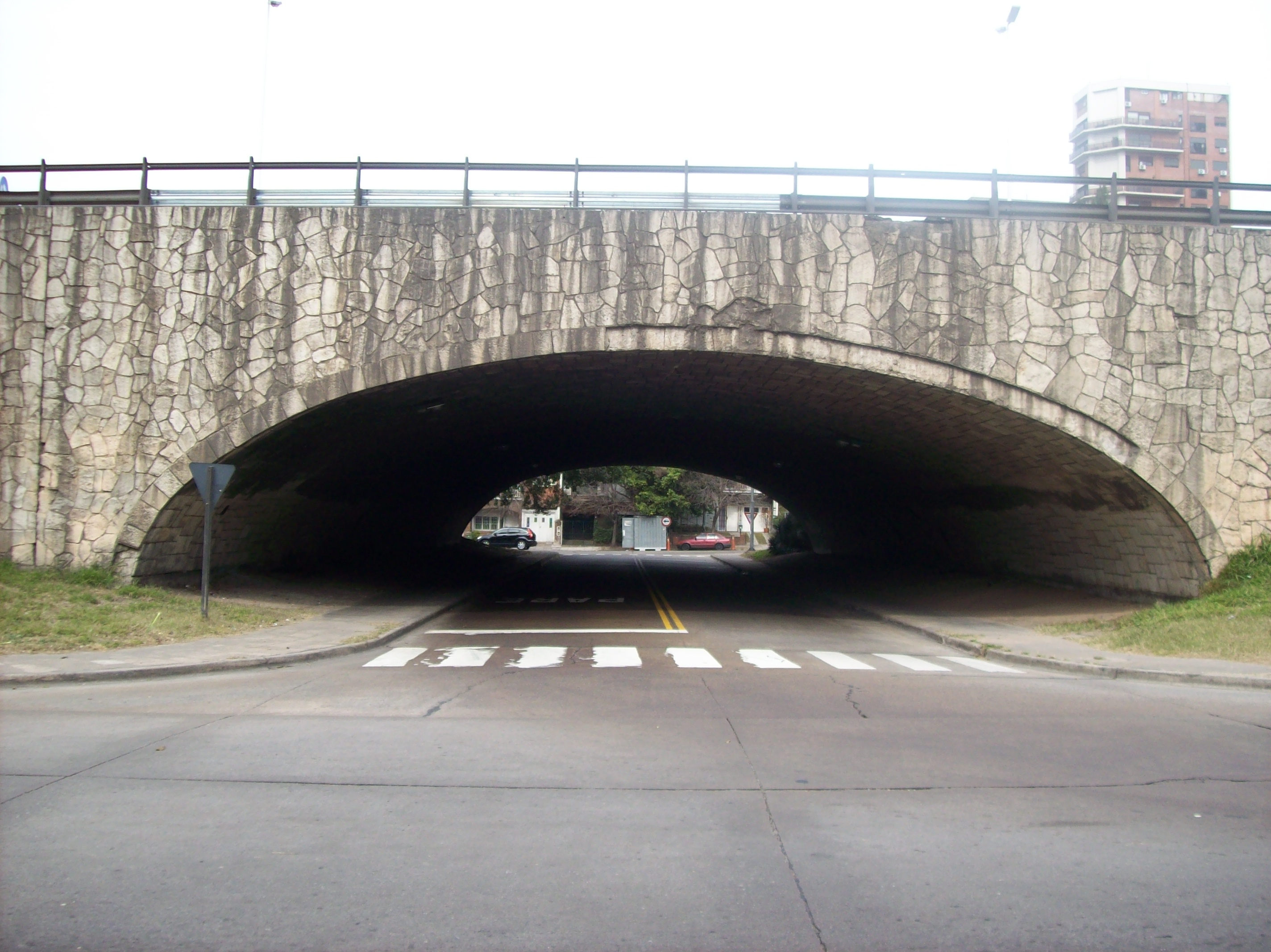
Túnel de la calle Grecia bajo la Avenida General Paz en la que se observa el revestimiento con piedra Mar del Plata.

La avenida parque fue proyectada por el Ing. Pascual Palazzo y la dirección de la obra estuvo a cargo de José María Zaballa Carbó. Las empresas contratistas fueron la Empresa Argentina de Cemento Armado (EACA) al sur de la Avenida Rivadavia y la Compañía de Construcciones Civiles al norte de la mencionada arteria vial. La obra comenzó el 8 de junio de 1937 y se inauguró el 5 de julio de 1941. El Puente de la Noria que cruza el Riachuelo fue abierto a la circulación vehicular tres años después ya que en esa época el Gobierno Nacional estaba realizando la obra de rectificación de ese curso de agua. La Avenida General Paz terminaba en la rotonda con la Avenida Blandengues (denominada posteriormente Teniente General José Félix Uriburu y finalmente Avenida del Libertador General José de San Martín desde 1950).
De acuerdo con la Ley Nacional 12134 publicada en el Boletín Oficial el 17 de enero de 1935, el costo de las obras y las expropiaciones se financiaban con el 40% del fondo de vialidad que le correspondía a la Ciudad de Buenos Aires, junto con un pago de contribución por mejoras durante diez años por parte de los propietarios de los bienes inmuebles ubicados a menos de 200 metros de la avenida. El costo total, incluyendo expropiaciones, fue de 25 millones de pesos moneda nacional, equivalente a 7 millones de dólares de esa época.
Debido al presupuesto, que era de 15 millones de pesos moneda nacional, solo se admitieron cruces a diferente nivel para las líneas ferroviarias y las grandes arterias radiales excepto los cruces con las avenidas Juan Bautista Alberdi, Constituyentes y Blandengues donde se construyeron grandes rotondas. Para los cruces de tráfico pequeño y mediano se optó por rotondas. Estas se diseñaron más o menos alargadas en el sentido de la avenida, según la importancia relativa del tráfico en esta y la del tráfico transversal.
Las vías del Ferrocarril del Oeste, cuyo nombre cambió con la nacionalización de los trenes en 1948 a Ferrocarril Domingo Faustino Sarmiento, impidieron la construcción de rampas para el acceso a la calzada central desde la Avenida Rivadavia, una arteria de gran circulación vehicular inmediatamente al sur de dichas vías. Debido a esto se optó por la construcción de una gran rotonda desplazada hacia el sur, pasando la calzada central sobre las vías del ferrocarril, la avenida Rivadavia y la calle Ramón L. Falcón mediante sendos puentes, desviando el tráfico proveniente desde el oeste hacia la calle mencionada a través de la rotonda.
La calzada central se diseñó para el tránsito rápido, con pavimento formado por losas de hormigón armado de 6 metros de ancho, 10 metros de largo y 15 cm de espesor en la zona central y 18 cm en los bordes con un tratamiento para obtener una superficie antirresbaladiza.
La calzada exterior estaba destinada para el tránsito local y para servir a las propiedades frentistas con ancho variable entre 6 y 9 metros. Por eso esta calzada no se construyó entre las avenidas Constituyentes y del Tejar (denominada Avenida Balbín desde 1991) ya que en esa zona se encontraba una chacra de los sucesores de Luis María Saavedra, sobrino de Cornelio Saavedra, y su esposa Dámasa Zelaya, expropiada pocos años antes por el Poder Ejecutivo Nacional. El ancho de las mismas era variable entre 6 y 9 metros.
Entre las dos calzadas se construyó un camino para jinetes y ciclistas.
Los puentes ferroviarios se construyeron en acero y los demás en hormigón armado. Los puentes de hormigón armado de piedra partida tienen acabado de martelinado, realizado a mano. Este procedimiento no se puede usar en estructuras de hormigón armado de canto rodado porque puede exponer el hierro, por lo que en este caso se usó recubrimiento con piedra de Mar del Plata. Los muros de sostenimiento de tierra se hicieron con el mismo material. En total se proyectaron 28 cruces a diferente nivel con caminos y 8 con vías férreas.
Se utilizaron barandas de madera de acacia blanca, de tipo simple de 0,50 m de altura y de tipo doble de 0,80 m de altura. En ambos casos los postes verticales tenían una separación de 2,30 m.
El traslado de los materiales de construcción se realizaba mediante un ferrocarril tipo Decauville con un ancho de vía de 0,60 m. Esta estaba ubicada del lado de la Capital Federal.
Con la construcción de la Avenida General Paz, se clausuró el ramal Sáenz Peña - Villa Luro, construido por la empresa Ferrocarril Buenos Aires al Pacífico y operativo entre 1909 y 1938.
Se prestó especial atención en la forestación de la avenida, para lo cual fue consultada la Dirección de Parques y Paseos de la Municipalidad de la Ciudad de Buenos Aires. Se dio preferencia a las especies nativas, si bien muchas de estas eran difíciles de conseguir en los comercios y viveros oficiales. Para la faja central de separación de calzadas se plantaron arbustos de una cierta altura con el objetivo de tapar las luces de los faros de los vehículos que circulaban en sentido contrario. En la zona correspondiente a la antigua estancia Saavedra-Zelaya se dejaron los ejemplares arbóreos que ya estaban plantados.

### Remodelaciones

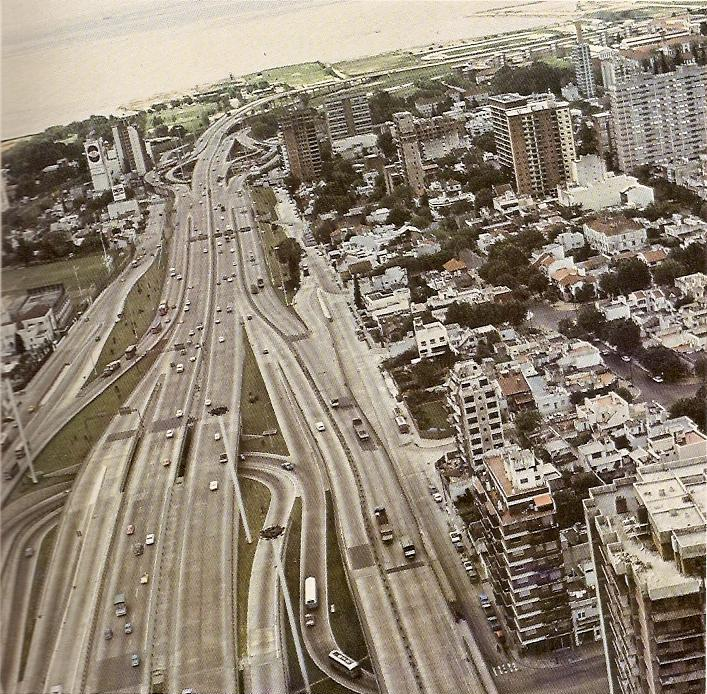
Al fondo, el distribuidor de la Avenida del Libertador.

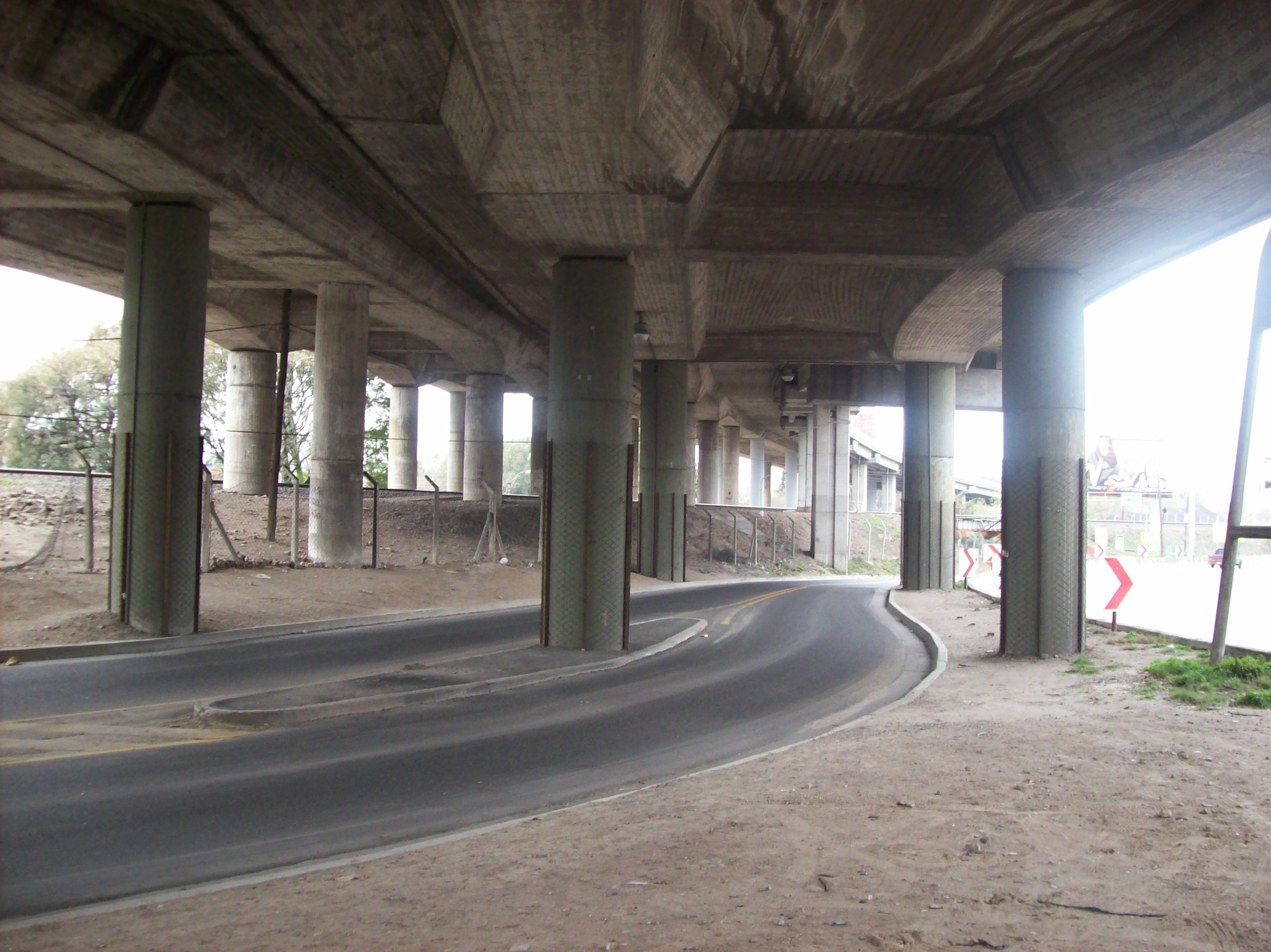
Infraestructura del enlace de las avenidas General Paz y Cantilo. Se observa el terraplén del Ferrocarril General Belgrano y el camino de acceso al Parque de los Niños.

Con el aumento de la población del Gran Buenos Aires y principalmente con la construcción del Acceso Norte en la década de 1960, la capacidad de la avenida parque se vio colmada, por lo que el Gobierno prohibió la circulación de camiones y encaró nuevas obras.
Durante los años 1968 a 1970 la empresa Sade convirtió la rotonda que había en el cruce con la Avenida de los Constituyentes en un puente con accesos y en los años 1970 a 1973 las empresas Impresit Sideco, Fontana y
Nicastro y GEOPÉ S.A. modernizaron la Avenida General Paz entre el Acceso Norte y la Avenida del Libertador con carriles de tránsito pesado separados físicamente de los carriles exclusivos para automóviles y ómnibus de larga distancia y eliminando los cruces a nivel que aún existían. El dinero invertido en esta obra fue de 14 455 630 dólares estadounidenses.
El 5 de octubre de 1969 se inauguró el distribuidor de la Avenida General Paz y Avenida de los Constituyentes. El 22 de diciembre del mismo año se inauguró el distribuidor en el cruce con la Avenida Libertador. También en 1969 se abrió al público el puente sobre la Avenida Juan Bautista Alberdi.
En el Plan de autopistas urbanas ideado en la segunda mitad de la década de 1970 por la Municipalidad de la Ciudad de Buenos Aires se incluyó la Avenida General Paz con la denominación AU4. De este plan solo se hizo realidad la AU1 (Autopista 25 de Mayo) y la AU6 (Autopista Perito Moreno) inauguradas el 6 de diciembre de 1980, por lo que no se hicieron grandes obras para mejorar la General Paz en esta época.
En el año 1978 la Dirección Nacional de Vialidad libró al tránsito vehicular el puente que une la Avenida General Paz con la Avenida Cantilo para el uso de los automotores que circulan desde el centro porteño hacia el Acceso Norte. Esta construcción era parte de un distribuidor entre la General Paz y la Autopista Costera que según los planes de la época que nunca se concretaron hubiera seguido hacia la ciudad de Tigre. Dicho puente en curva proyectado para una velocidad máxima de 60 km/h posee una longitud de 356 m con varios pilotes. En este puente se separan físicamente los carriles destinados al tránsito liviano del pesado. Debajo del mismo se encuentran las vías del Ferrocarril General Belgrano en terraplén y con un puente sobre el Arroyo Raggio, actualmente entubado. Por debajo de este puente ferroviario se encuentra el camino de acceso al Parque de los Niños.

### Autopista
En 1996 la concesionaria de la zona de camino Autopistas del Sol construyó la verdadera autopista sin cruces a nivel, ampliándola de cuatro carriles a seis centrales y dos calles colectoras de dos carriles cada una, pavimentadas en toda su extensión. Esas obras se habilitaron en varios tramos: primero se construyó el tramo desde el puente del Ferrocarril General Bartolomé Mitre hasta la calle Víctor Hugo y el puente de la Av. Balbín; en total, 3,5 km, con tres carriles. Luego se construyeron tres carriles por mano entre el Acceso Norte y el Acceso Oeste y se ampliaron las colectoras. Durante el desarrollo de esta obra la empresa concesionaria demolió y reconstruyó varios puentes. El primer tramo de la ampliación de acuerdo al contrato, desde la Avenida Cabildo hasta la calle Tinogasta, estuvo listo el 27 de junio de 1997. La última obra de la conversión de la Avenida General Paz en autopista fue la construcción de un puente paralelo al de la Noria en un plazo de ocho meses e inaugurado el 8 de diciembre de 2000.

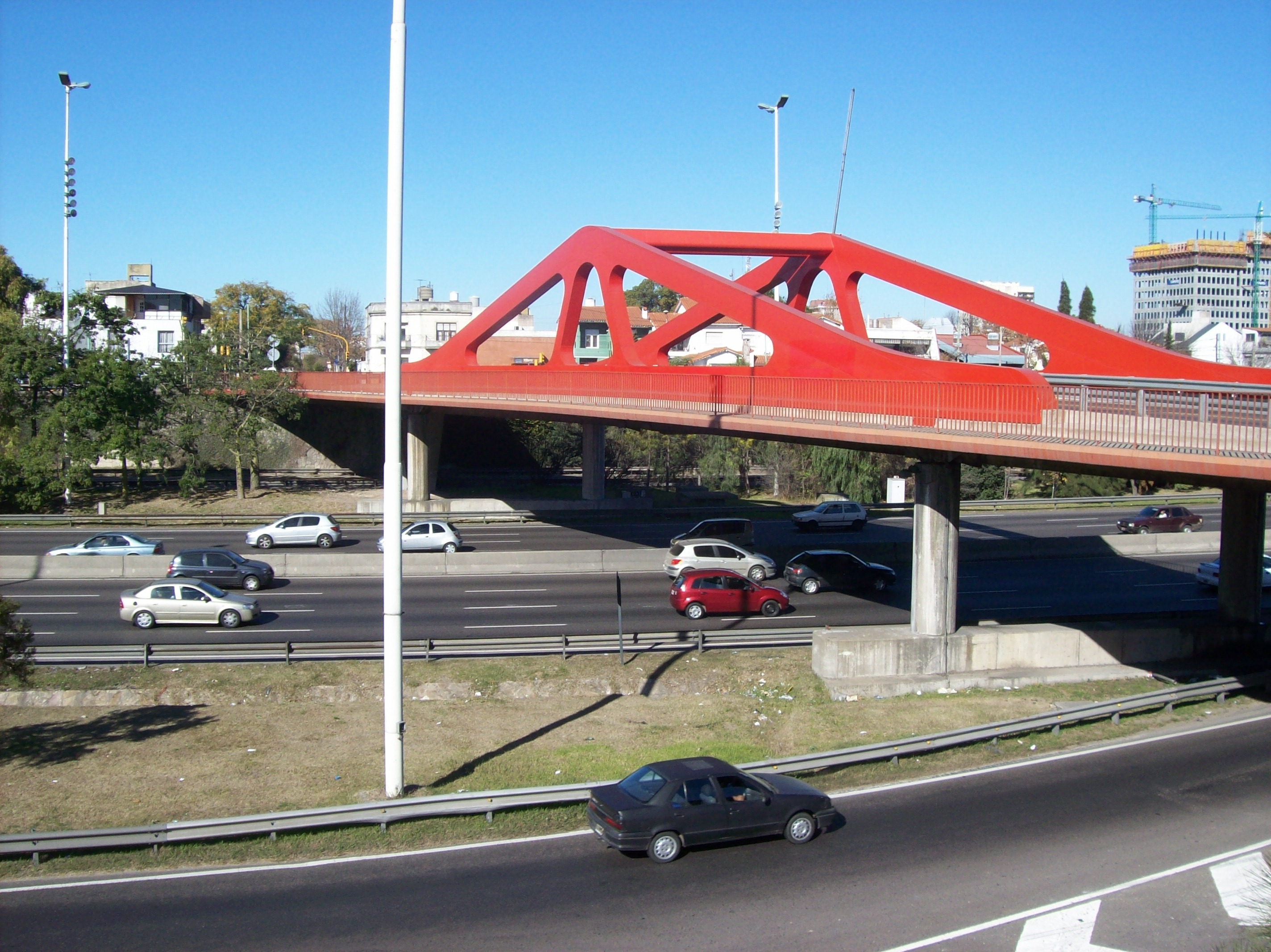
Puente de la calle Superí sobre la Avenida General Paz. El tablero de hormigón armado está suspendido del tablero metálico.

Para descomprimir el tránsito se decidió que las líneas de colectivos circularan por las colectoras, excepto los llamados servicios rápidos, cuyas paradas también se encuentran sobre las colectoras. Estas calles cuentan con lomos de burro para limitar la velocidad máxima a 40 km/h.

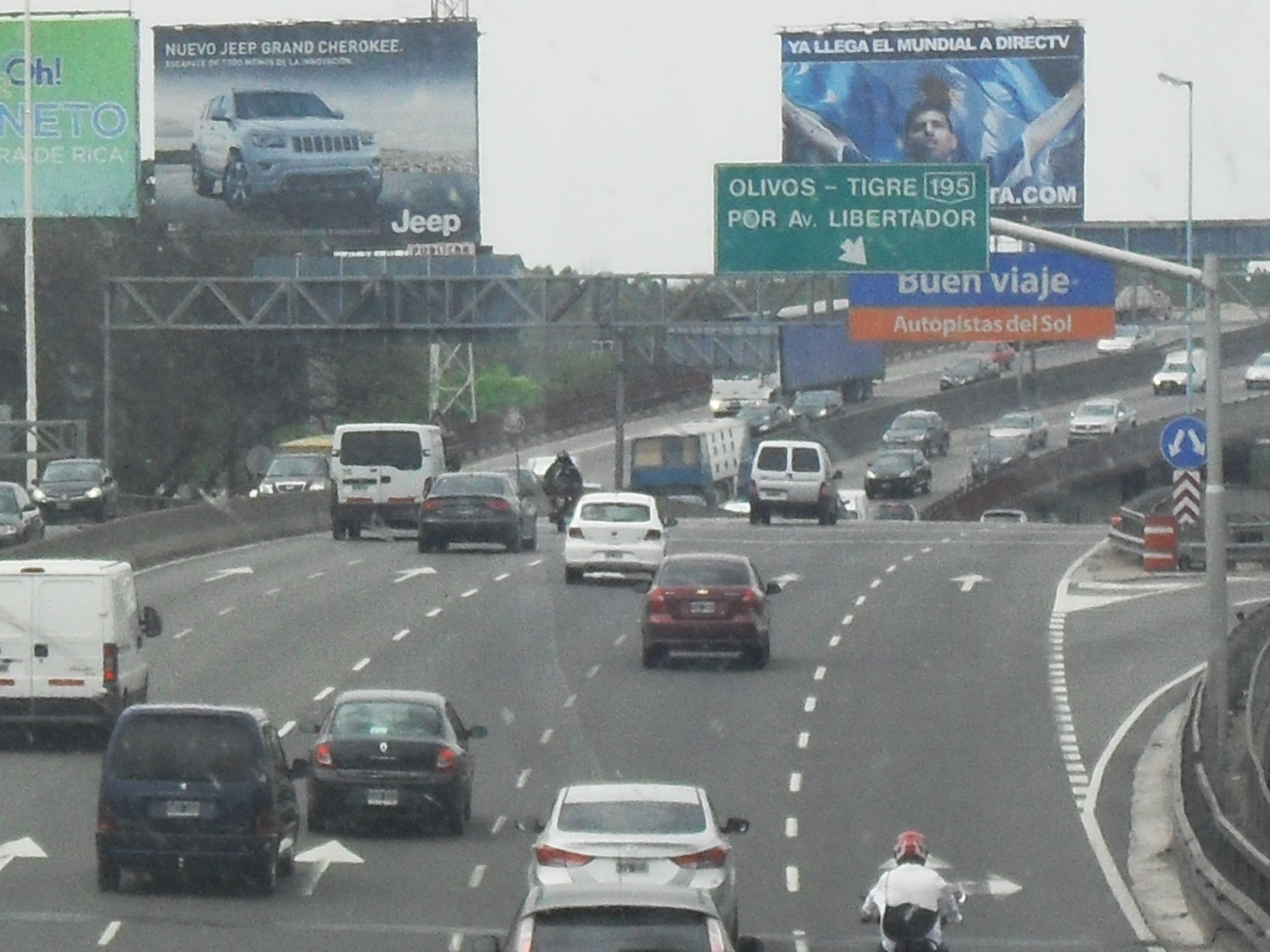
Tramo final de la autopista, donde se conecta directamente con la Avenida Lugones.

En julio de 2001 se amplió el tramo Acceso Norte - Avenida Lugones a 5 carriles hacia el Río de la Plata y 4 hacia el Riachuelo. Los puentes de las calles Superí y Zapiola tenían tres pilares en el centro que impedían esta ampliación, por lo que se decidió suspender estos puentes de sendos tableros metálicos. De esta manera se pudo lograr una luz de 41 metros usando el tablero de hormigón armado preexistente sin interrumpir el tránsito pasante por la autopista bajo estos puentes.
Luego de la conversión de gran parte del Camino Negro en autopista con el consecuente aumento de tránsito en la Avenida General Paz, el Gobierno de la Ciudad de Buenos Aires a través de su empresa Autopistas Urbanas (AUSA) construyó un puente sobre el Riachuelo junto al Puente de la Noria para el uso de los automotores que circulan hacia el sudeste, habilitándolo el 8 de mayo de 2008.

### Incorporación del cuarto carril
El 6 de enero de 2009 la empresa concesionaria del camino comenzó los trabajos para ensanchar de tres a cuatro carriles el tramo entre el barrio de Liniers y el Acceso Norte con valor de 340 millones de pesos. La obra se financiaba con el aumento de tarifas de peaje en los accesos Norte y Oeste. Luego de agregar un ramal de acceso junto a la Estación Miguelete los trabajos se paralizaron.
En julio de 2014 se inauguró un 4° carril, entre Avenida Balbín y Avenida 25 de Mayo; la adecuación del nudo Acceso Norte - Avenida Balbín, y la adecuación de las ramas del distribuidor Constituyentes. Se sumó el cuarto carril entre Panamericana y la avenida San Martín, se agregó una calzada extra para camiones en el tramo entre el Acceso Norte y la salida hacia la avenida Lugones, adecuación del nudo Acceso Norte-Balbín.
La segunda etapa, cuya finalización se prevé para el 2015, consta del ensanche de puentes existentes, la construcción de nuevos puentes en Avenida 25 mayo, Puente FC Gral. San Martín, Puente Av. Lope de Vega, Puente Víctor Hugo y Puente Beiró; y la construcción del 4.º carril hasta Acceso Oeste. Como parte de esta etapa, a fines del año 2014, el entonces ministro Julio De Vido inauguró el nuevo puente sobre General Paz, que demandó una inversión del Estado nacional superior a los $34 millones y que mejora la conexión vial entre el partido de San Martín y los barrios de Villa Pueyrredón y Villa Devoto. El 1 de mayo de 2015 aproximadamente a las 10:30 se terminó de demoler el viejo puente de hormigón armado (preparado para resistir un bombardeo aéreo) de la calle Victor Hugo del barrio porteño Villa Real, para la colocación del nuevo puente metálico que permitirá construir el cuarto carril en la Av. General Paz. Durante la jornada del viernes 1 de mayo, lluvioso, y el sábado 2 de mayo la Av. General Paz estuvo cortada al tránsito para poder realizar dichas tareas de demolición, tránsito desviado por las calles colectoras.

## Intersecciones

Intersecciones de avenidas con la Avenida General Paz en el límite entre la Ciudad de Buenos Aires y la Provincia de Buenos Aires.

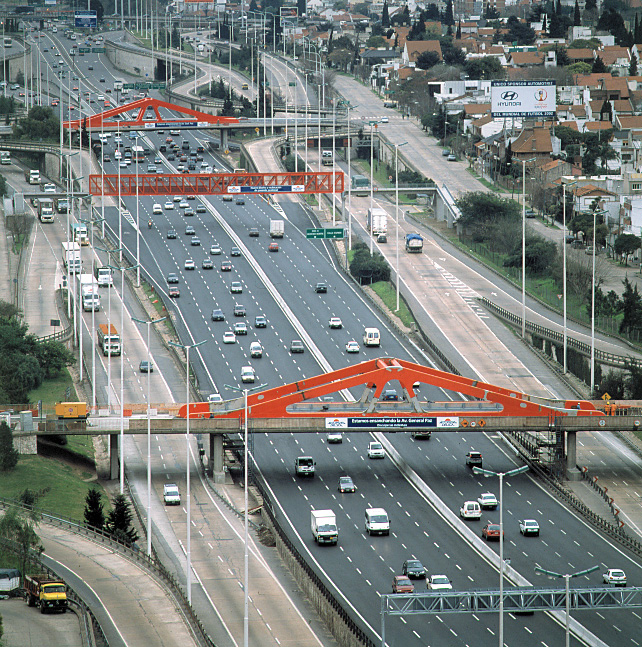
Avenida General Paz entre la Avenida Cabildo y el Acceso Norte.

A continuación se enumeran las intersecciones a diferente nivel con avenidas y otras autopistas que posee la Avenida General Paz. Entre paréntesis figura la numeración de la Avenida General Paz. En las intersecciones donde se indican dos avenidas, la primera corresponde a la Provincia de Buenos Aires, indicada con letras minúsculas en el mapa adjunto, y la segunda a la Ciudad Autónoma de Buenos Aires, indicada con letras mayúsculas, excepto en la primera intersección donde ambas avenidas se encuentran dentro de la ciudad.
- kilómetro 0,0 (0): Avenida Lugones y Avenida Cantilo (letra A).
- kilómetro 0,2 (300): Avenida del Libertador (letras b, B).
- km 1,2 (1100): Avenida Maipú (letra c) y Avenida Cabildo (letra C).
- km 3,1 (2900): Acceso Norte (Ruta Nacional 9) (letra d) y Avenida Roberto Goyeneche (letra D).
- km 3,8 (3500): Avenida Bartolomé Mitre (letra e) y Avenida Balbín (letra E).
- km 6,1 (5000): Avenida de los Constituyentes (letras f, F).
- km 8,5 (6300): Avenida San Martín y Ruta Provincial 8 (letras g, G).
- km 9,5 (7000): Avenida América (letra h) y Avenida Mosconi (letra H).
- km 11,1 (8300): Avenida Lope de Vega (letra I).
- km 11,8: Román Gómez (Ruta Provincial 201) (letra j).
- km 12,0 (8800): Avenida Francisco Beiró (letra J).
- km 13,8 (10.300): Acceso Oeste (Ruta Nacional 7) (letra l), Avenida Juan B. Justo (letra K) y Autopista Perito Moreno (letra L).
- km 14,2 (10.600): Avenida Rivadavia (Ruta Provincial 7) (letras m, M).
- km 15,9 (11.800): Avenida Díaz Vélez (letra n) y Tonelero (letra N).
- km 16,3 (12.100): Avenida Mosconi (letra o) y Avenida Emilio Castro (letra O).
- km 17,2 (12.800): Avenida Brigadier General Juan Manuel de Rosas (Ruta Nacional 3) (letra p) y Avenida Juan Bautista Alberdi (letra P).
- km 18,4 (13.500): Avenida Lisandro de la Torre (letra q) y Avenida de los Corrales (letra Q).
- km 19,2 (14.100): Avenida Intendente Crovara (letra r) y Avenida Eva Perón (letra R).
- km 21,3 (15.500): Autopista Ricchieri (Ruta Nacional A002) (letra s) y Avenida Teniente General Luis J. Dellepiane (letra S).
- km 22,0 (16.000): Avenida General Francisco Fernández de la Cruz (letra T).
- km 23,2 (16.800): Avenida Avelino Díaz (letra u) y Avenida Coronel Roca (letra U).
- km 24,2 (17.400): Camino de la Ribera Norte (letra v) y Avenida 27 de Febrero (letra V) junto al Riachuelo.

La Avenida General Paz posee siete cruces con ramales ferroviarios de los cuales cinco son en alto nivel, es decir con puente sobre las vías, y dos en bajo nivel, es decir con puente ferroviario sobre el camino. También existe un cruce en alto nivel sobre un ramal clausurado que se utilizaba para transportar ganado al Mercado de Liniers.